# PowerBook 140
A Macintosh PowerBook 140 (PowerBook 140, PB140) hordozható számítógépet az Apple fejlesztette, gyártotta és forgalmazta 1991. október 21.  és 1992. augusztus 03.  között 10 hónapon keresztül. A Macintosh PowerBook 140 a PowerBook számítógép-családba tartozott. A PowerBook 140-nek több kódneve is volt: Leary, Replacemnets, Tim LC (amely egy vitorláshajó típus is volt), Tim Lite.
A középkategóriás PowerBook 140 a belépő szintet képviselő PowerBook 100-zal és a csúcskategóriát jelentő PowerBook 170-nel együtt került bemutatásra, ez a három gép volt az első PowerBookok. A PB140-t 1992-ben a gyorsabb órajelű PowerBook 145 váltotta – 16 Mhz helyett 25 Mhz –, a PB145 után a PowerBook 145B következett több memóriával és nagyobb merevlemezzel, mint elődei.

## Története
A Macintosh Portable fiaskója után, 1990-ben John Sculley, az Apple akkori vezérigazgatója félig autonóm részleget hozott létre, hogy sikeres hordozható számítógépet gyártson. Új stratégiája a piaci részesedés növelése volt, amelyet az árak csökkentésével és több "sláger" termék kibocsátásával kívánt elérni. Ez a stratégia hozzájárult az Apple által 1990-ben kiadott alacsony kategóriájú Macintosh Classic és Macintosh LC asztali számítógépek kereskedelmi sikeréhez. Sculley meg akarta ismételni e termékek sikerét az Apple új PowerBook termékcsaládjával.
Sculley azt akarta, hogy a PowerBook egy éven belül megjelenjen. A projektnek három menedzsere volt: John Medica, aki az új laptop tervezését irányította; Randy Battat,  aki a PowerBook részleg vezetője volt; és Neil Selvin, aki a marketinget irányította.
Az 1991-es hordozható eszközök piacán a Toshiba és a Compaq volt a meghatározó gyártó. A Toshiba 1985-ben gyártotta az első piacra került PC-s laptopot (T1100), és 1987-ben az első 1000 dolláros laptopot (T1000). A Compaq 1983-ban hordozható számítógép-gyártóként indult, első terméke a hordozható, 12,7 kg súlyú Compaq Portable volt. Mindkét cég 3,5 kg-nál kisebb modelleket mutatott be. Medica, Battat és Selvin szándékosan úgy tervezték a PowerBookot, hogy a versenytársainál kisebb súlyú legyen.
John Medica csapata két különböző gépet tervezett: Apple-s kódnevén a Tim LC-t – a PowerBook 140-et – és Timet – a PowerBook 170-et. A Tim LC-t nevének megfelelően az olcsóbb – LC: low cost, alacsony költség –, a Tim drágább és gyorsabb gépet jelentette. Különbség a processzorban (LC: 16 Mhz Motorola 68000 versus Motorola 68030) memóriaméretben és a drágább aktív mátrix képernyőben lett volna. Az Apple Industrial Design Group 1990 márciusa és 1991 februárja között a PowerBook 140 és 170 gépeken dolgozott. Dizájn szempontjából nem volt változás, az Apple által 1984 óta használt Hófehérke dizájnnyelv egy változatát alkalmazta.
Robert Brunner, az Apple ipari formatervezési részlegének akkori vezetője irányította azt a tervezőcsapatot, amely kifejlesztette a hanyattegeret és a kikeverte a gép gránit színét. Brunner úgy tervezte a PowerBookot, hogy olyan könnyen használható és hordozható legyen, mint egy hagyományos könyv. A sötét gránit-szürke szín megkülönbözteti a többi korabeli notebook számítógépektől, valamint az Apple egyéb termékeitől, amelyek hagyományosan bézs vagy platina-szürkék voltak.
A másik új dizájnelem, a hanyattegér a legszembetűnőbb különbség volt a PowerBookok és a hordozható PC-k között. Más gyártók nem használtak beépített hanyattegéreket vagy egyéb mutatóeszközöket, és amikor elkezdték kínálni a beépített görgetőgolyókat, gyakran kényelmetlen helyre kerültek. A Compaq védjegyének számító dizájneleme az volt, hogy a hanyattegérgörgőt a kijelző hátuljára helyezte, hogy a felhasználó megfoghassa a kijelzőt és mozgathassa a cursort. Mások a hanyatte hanyattegérgörgőt a gép jobb oldalra helyezték – mint például a Macintosh Portable, vagy a billentyűzet oldalán lévő tartóra rakták. A PowerBook a kijelző elé tolta a billentyűzetet, hogy alá, a felhasználóhoz közelebb, közepére helyezze el a hanyattegeret, nagy csuklótámasztékot biztosítva a jobb– és baloldalon. Az így elhelyezett hanyattegér használata nemcsak könnyebb volt, hanem sokkal kényelmesebb is, a PowerBookot bal- és jobbkezes felhasználók is könnyedén kezelhették.
Medica mérnökei szinte mindenben felülmúlták vetélytársaikat. A PowerBook 140 és 170 2,5 hüvelyknél (kb. hat és fél centiméter) alacsonyabb volt – a legalacsonyabb Compaq  gép 2,75 hüvelyk (kb. hét centiméter) magas volt. Méretük szinte megegyezett a munkavégzéshez használt A4-es papír méretével, és súlyuk épp, hogy meghaladta a három kilogrammot – valóban hordozhatóak voltak és nem csak szállíthatóak, mint a Macintosh Portable.
Sculley csupán egy millió dolláros marketing keretet különített el a PowerBook termékcsalád számára, a Macintosh Classic bevezetésére 25 millió dollárt költöttek. Az Apple reklámügynöksége, a Chiat/Day Kareem Abdul-Jabbarral forgatta le a bevezető hirdetést. Az akkor már visszavonult kosaras egy repülőgép középső ülésén szorong, miközben egy PowerBookot használ: „Legalább a kezének kényelmes“ – szólt az üzenet.
Az Apple  1991. október 21-én a Las Vegas-i Comdex számítógépkiállításon mutatta be a PowerBook 140-et a PowerBook 100 és a PowerBook 170 mellett. Mind a reklám, mind a termék sikeres volt. Az Apple az Egyesült Államokban több mint 200 000 PowerBook-eladást prognosztizált az első évben, 1992 januárjában már túl voltak a százezredik PowerBook eladáson, a gép hiánycikk volt. Az Apple hamarosan megoldotta az ellátási problémákat, és a PowerBook eladásokból származó bevétel az indulást követő első évben elérte az egy milliárd dollárt. Az Apple megelőzte a Toshibát és a Compaq-ot a hordozható számítógép világszintű piacvezetőjeként. A PowerBook 100, 140 és 170 nagyban hozzájárult az Apple pénzügyi sikeréhez 1992-ben. A pénzügyi év végén az Apple bejelentette eddigi legjobb eredményét, 7,1 milliárd dolláros bevételt és fél százalékkal, 8,5 százalékra nőtt a globális piaci részesedése.
Bár kezdetben a PowerBook 100 volt a legnépszerűbb, de pár hónap múlva csökkentek ez eladásai, és 1991 decemberére a 140-es és 170-es modellek népszerűbbé váltak, mert a vásárlók hajlandóak voltak többet fizetni a beépített hajlékonylemez-meghajtóért és a második soros portért, amelyek a PowerBook 100-ból hiányoztak. 1993. június 7-én a PB140-t a PB140B váltotta.

## Technikai érdekesség
A PB140-et a System 7.0.1 rendszerrel mutatták be, kifejezetten az új energiagazdálkodás és más egyedi hardverfunkciók támogatása érdekében. A RAM-árak 1991-ben magasak voltak, ezért a PB140-es alaplapjára, akárcsak a PB100-aséra és a PB170-esére, csak 2 MB RAM került, ami a kritikusok szerint kevés volt a 7-es rendszer használatához. Ráadásul a bemutató idejére nem készült el a System számos nyelvi változata, így a japán (KanjiTalk) sem, ezért nem hivatalosan a régebbi System 6.0.7-t telepítését javasolták.
A PowerBook 140 nem támogatja az SCSI Disk Mode-ot. Ez lehetővé tette volna, hogy a PowerBook 140 külső merevlemezként működjön egy másik Macintoshoz kapcsolódva.

## Technikai leírás
A gép súlya 3,06 kg, magassága 5,72 cm, szélessége 28,58 cm és mélysége 23,62 cm volt. A gépet System 7.0.1 operációs rendszerrel szállította az Apple, a ROM mérete 1MB volt. A kijelző Film SuperTwist Nematic (FSTN) (Passive Matrix) LCD volt 640 x 400 képpont felbontással. A Macintosh PowerBook 140 számítógépet 16 MHz-es Motorola 68030 processzor vezérelte (L1 cache: 0.5K, L2 cache: nem volt). A PMMU feladatát a processzor látta el. A gép bemutatásakor az alaplapon 2 MB (100ns) memóriát tartalmazott, maximálisan 8 MB kezelésére volt képes a gyári specifikáció szerint. A bővítéshez az egyetlen helybe (slot) 2, 4, 6 MB-os modulok egyikét lehetett betenni. Az adatokat a 40-80MB SCSI–buszos belső merevlemezre lehetett elmenteni. Külső adattárolási lehetőséget az 1,44-es hajlékonylemez meghajtó (floppy-drive) kínált. A számítógépnek egy ADB, egy nyomtató, egy modem, egy hangszóró portja volt. HDI-30 a SCSI kimenet volt. A mikrofon port Omni volt. A Macintosh PowerBook 140 NiCd akkumulátora maximum 17W teljesítményre volt képes.

## Technikai adatok táblázatban
A táblázat nem tartalmazza az összes műszaki paramétert. Az egyes modelleknél a bemutatáskor érvényes adatokat soroljuk fel, a későbbi frissítéseket nem. Az adatok az Apple adatlapjáról származnak, a hiányzó adatok – egyes gépeknél a kivezetés időpontja, az összes kijelző adat, üzemóra adat... – a Mactracker alkalmazásból valók.
| Gép nevebemutatva kivezetve              | Méretmagasság szélesség mélység súly | Processzorprocesszor órajel, mag L1 és L2 cache PMMU FPU | Háttértármerevlemezkülső adathordozó | Eredeti operációs rendszer | Memóriaalap max. @sebességhely                                       | Kijelzőfizikai méret, legjobb felbontás                                               | Tápmax. teljesítmény, akkumulátoros üzemidő (becslés) | Csatlakozók                                                                        |
| ---------------------------------------- | ------------------------------------ | -------------------------------------------------------- | ------------------------------------ | -------------------------- | -------------------------------------------------------------------- | ------------------------------------------------------------------------------------- | ----------------------------------------------------- | ---------------------------------------------------------------------------------- |
| PowerBook 1401991 okt. 21. 1992. aug. 3. | 5,72 mm 28,58 mm 23,62 mm 3,06 kg    | Motorola 68030 @16 MHz L1:0.5K PMMU: integrálva          | Floppy: 1.44MBHD: 40-80MB (SCSI)     | System 7.0.1 ROM: 1MB      | Alaplapon: 2 MB @100ns max: 2 MB – 8 MBegy hely: 2, 4, 6 MB-os modul | Alaplapon: 9,8" Film SuperTwist Nematic (FSTN) (Passive Matrix) LCD 640 x 400 képpont | Max: 17W, 2A 30,81 Wh, 2–3 óra                        | * ADB: 1 * nyomtató: 1 * modem: 1 * hang: van * SCSI: 1 HDI-30 * mikrofon: Omni\|} |

## PowerBook számítógépek az időben
| PowerBook és iBook számítógépek idővonalon |
| --- |
| A grafikon adatai utoljára 2023. december 19-én frissültek. A szín sötétebb változata az egymást követő gépek megkülönböztetését szolgálja. A színek kezdete a bemutató időpontja, a forgalmazás több esetben is hónapokkal később kezdődött. Megeshet, hogy egy csík végét kitakarja egy másik csík eleje. Előfordul, hogy a gyártás befejezését követően még egy ideig forgalomban marad a Mac adott verziója. Az adatok forrása a Jegyzetekben található. |